# Braunstone Park
Braunstone Park - park w mieście Leicester w Wielkiej Brytanii położony na zachód od centrum miasta między ulicami Hinckley Road, Gooding Ave, Braunstone Ave, Cort Cres.
W parku znajdują się dwa duże stawy. Park posiada place zabaw dla dzieci, cztery boiska do gry w piłkę nożną, korty tenisowe.
Pośrodku parku znajduje się budynek Braunstone Hall wybudowany w 1775 roku.
W 1944 r. w parku stacjonowała 82 Amerykańska Dywizja powietrznodesantowa przygotowująca się na walkę z Niemcami w Normandii.

## Galeria Parku

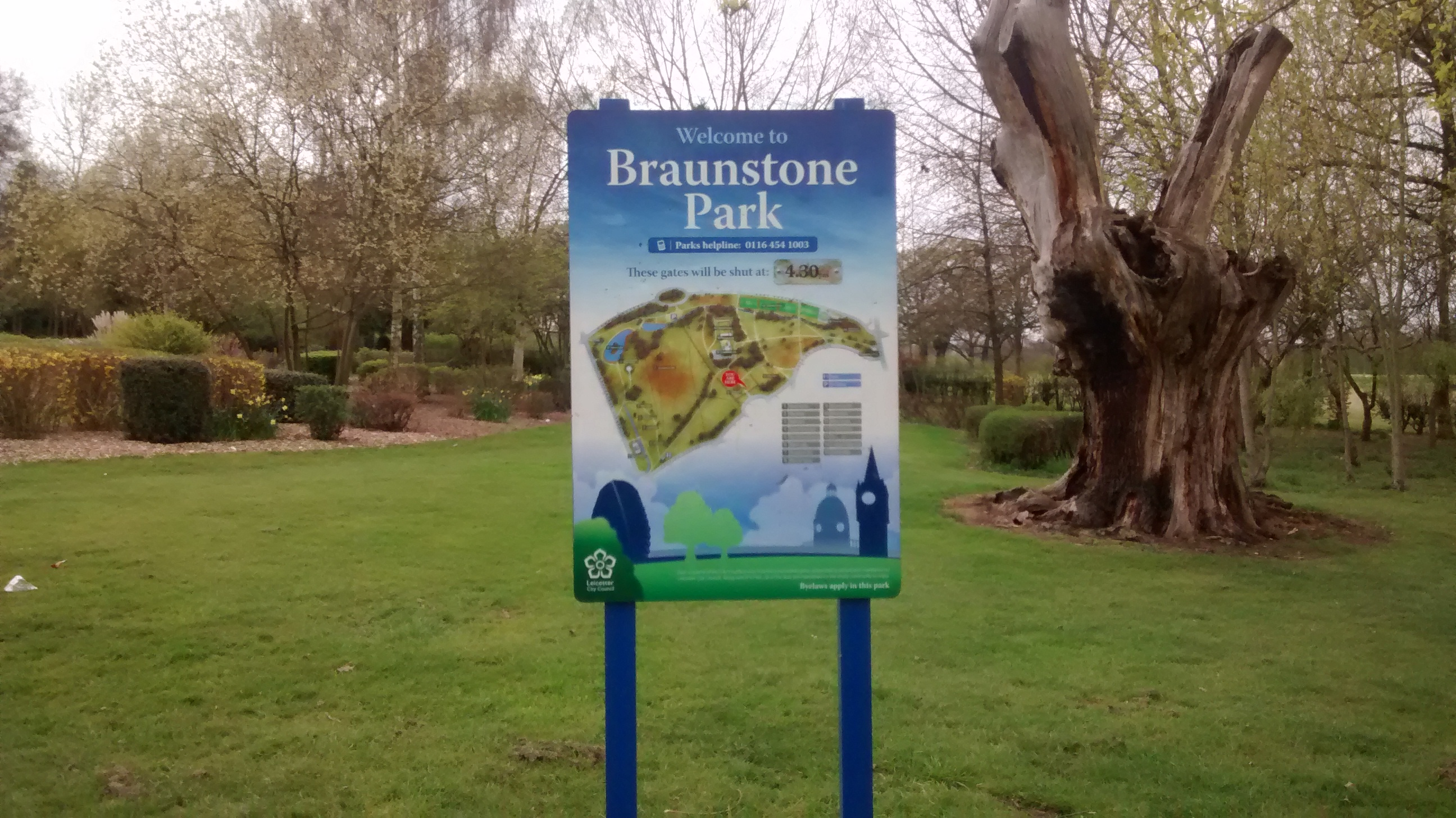
Braunstone Park
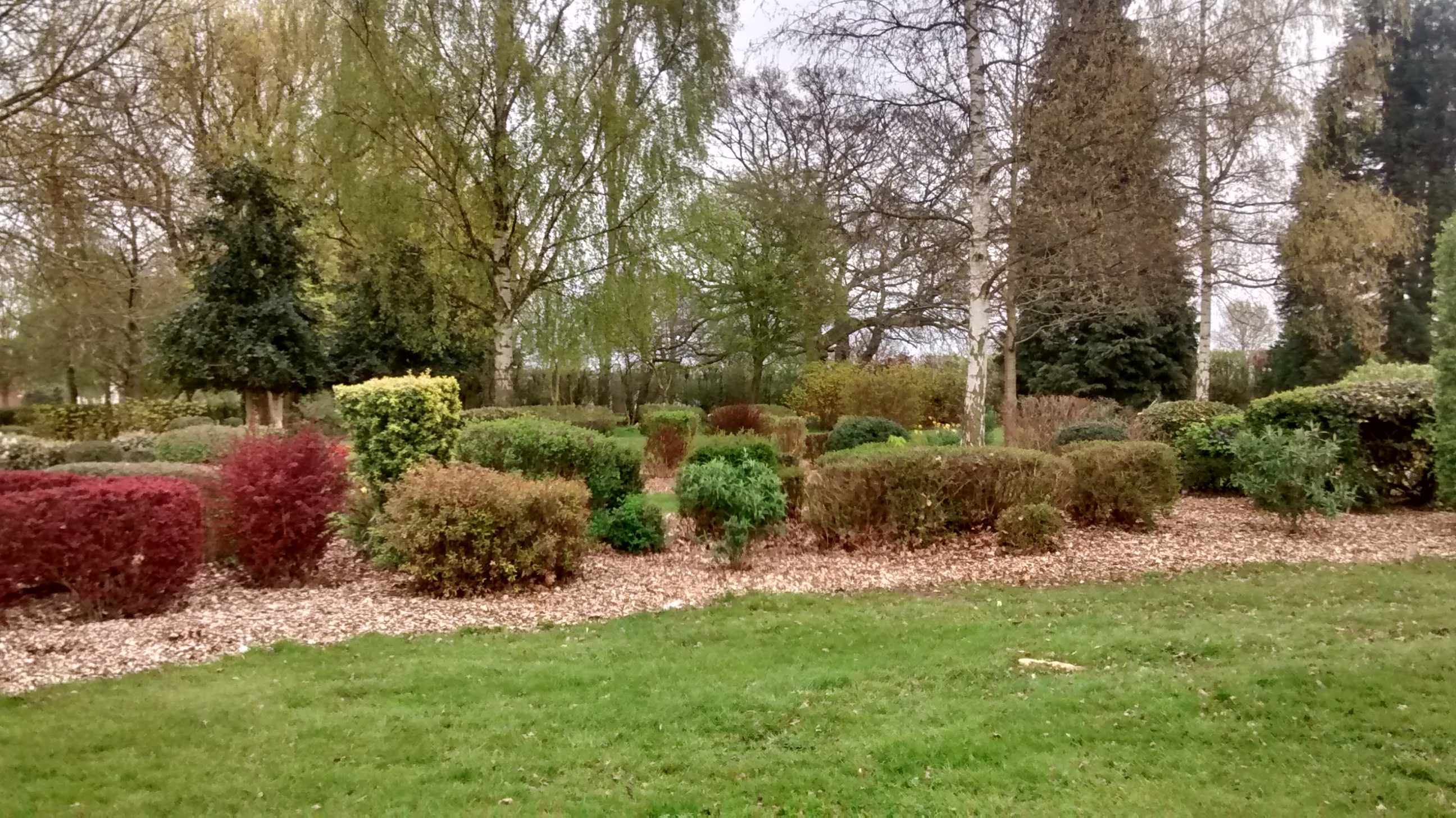
Ogród w Braunstone Park
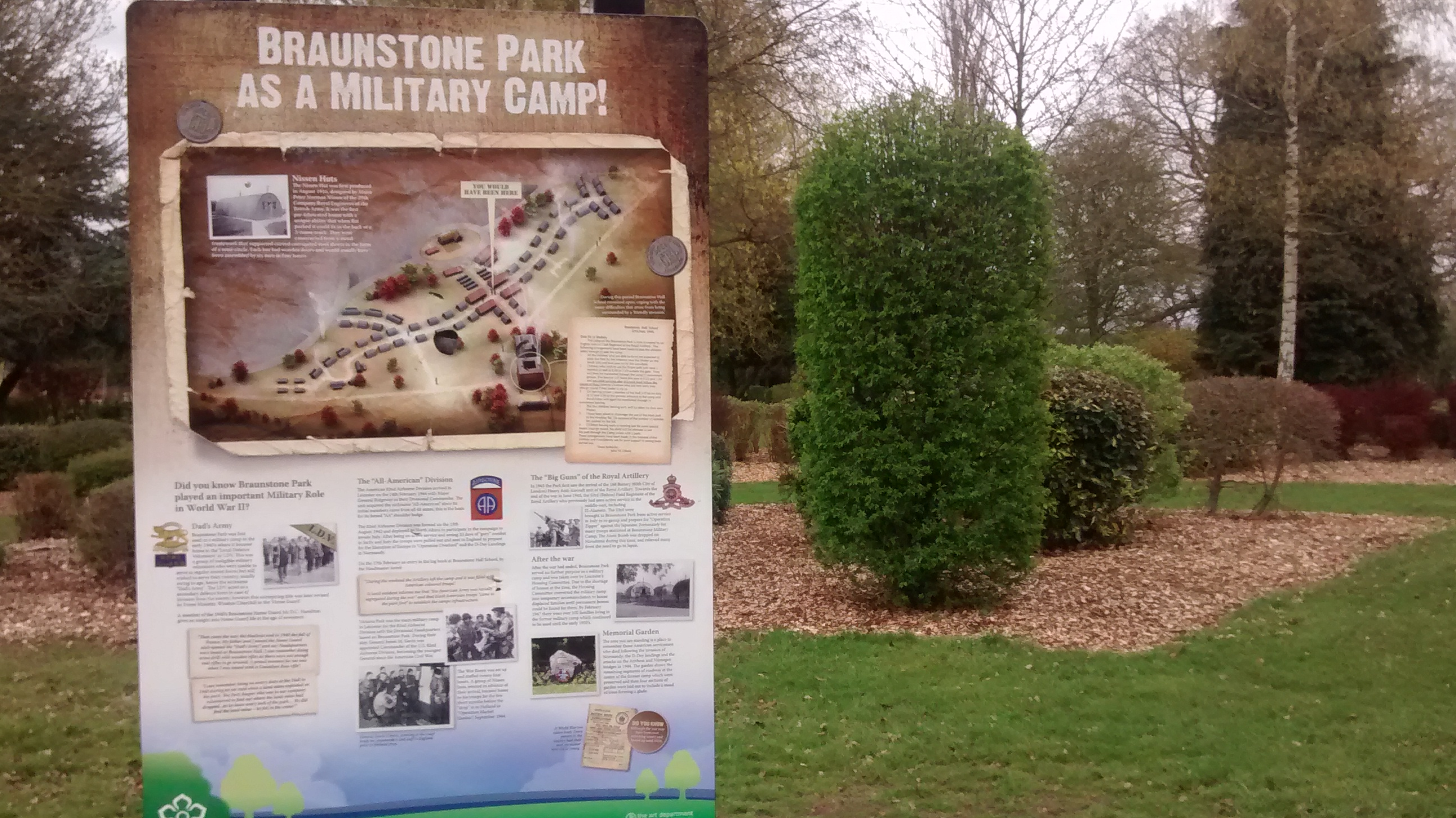
Tablica informacyjna w Parku
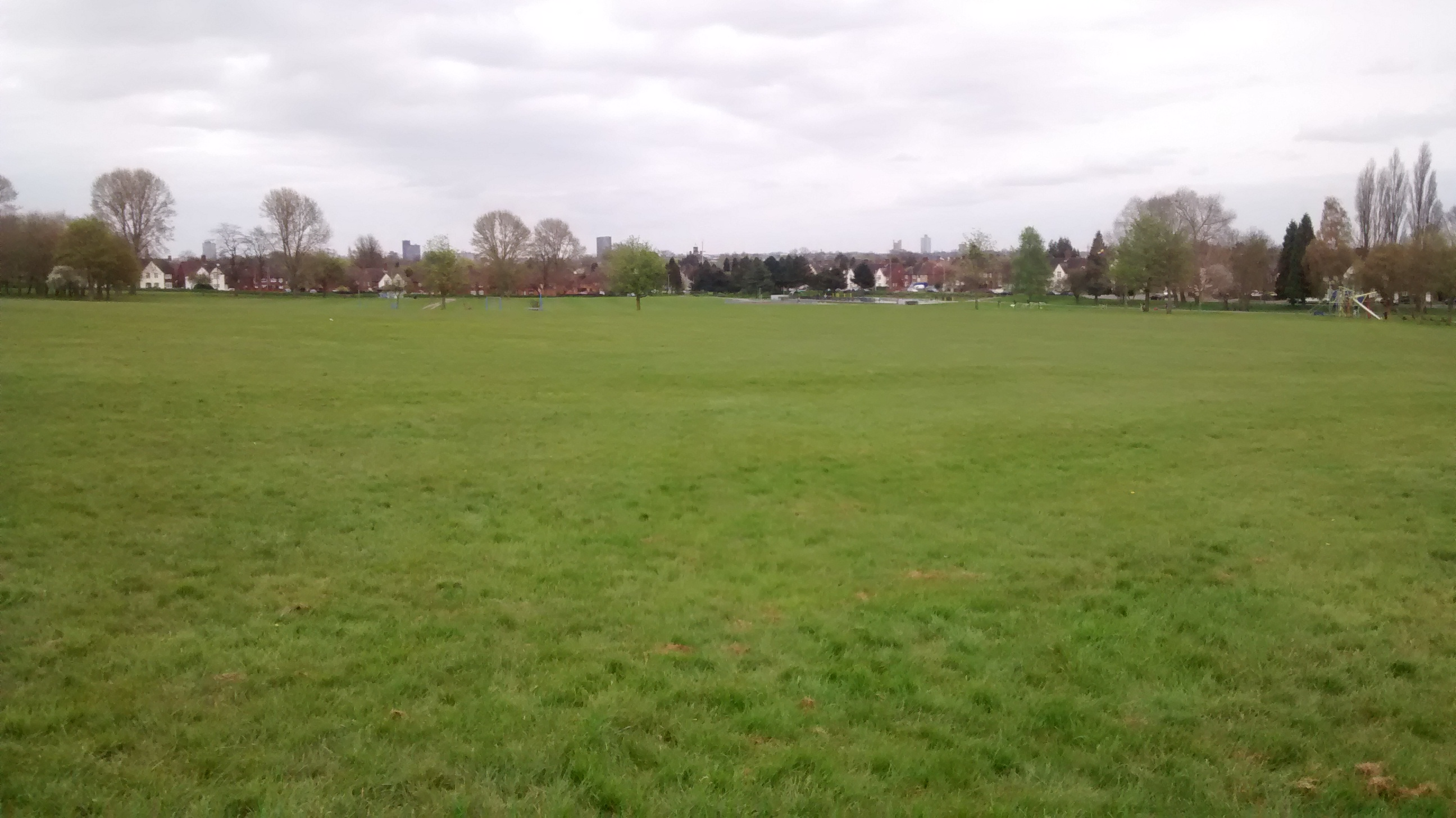
Pole trawiaste w parku (widok na miasto)
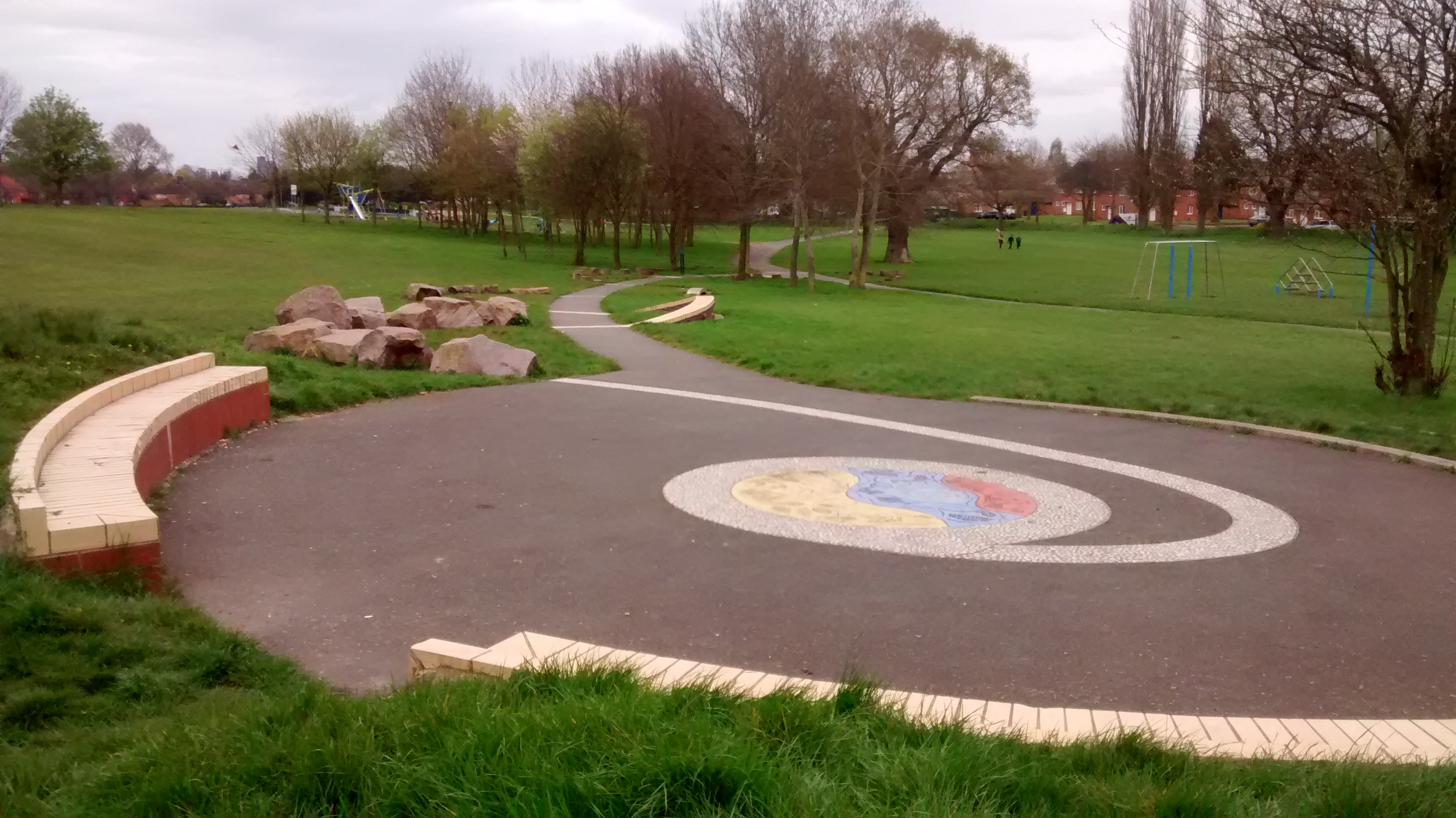
Place zabaw w Braunston Parku
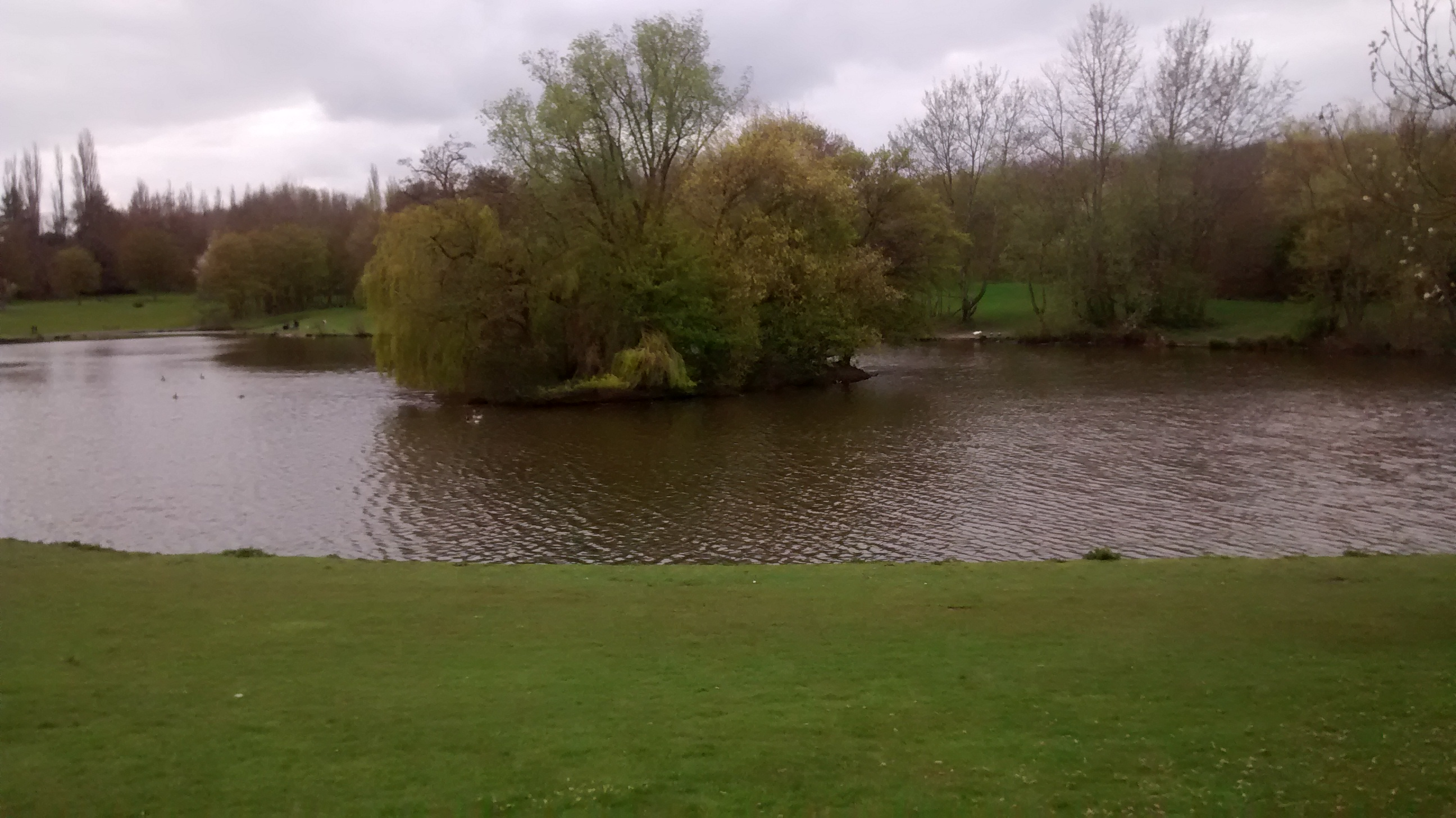
Jezioro w Parku